# Pertya hybrida
Pertya hybrida là một loài thực vật có hoa trong họ Cúc. Loài này được Makino miêu tả khoa học đầu tiên.